# سرجیو دواتیلیا
سرجیو دواتیلیا (انگلیسی: Sergio D'Autilia؛ زادهٔ ۲۰ اوت ۱۹۷۷) بازیکن فوتبال است.
از باشگاه‌هایی که در آن بازی کرده‌است می‌توان به باشگاه فوتبال اینتر میلان و باشگاه فوتبال فوجا اشاره کرد.